# Tricyphona glacialis
Tricyphona glacialis är en tvåvingeart som beskrevs av Alexander 1917. Tricyphona glacialis ingår i släktet Tricyphona och familjen hårögonharkrankar. Inga underarter finns listade i Catalogue of Life.